# Viana de Cega
Viana de Cega est une commune de la province de Valladolid dans la communauté autonome de Castille-et-León en Espagne.

## Sites et patrimoine
Les édifices et sites notables de la commune sont :
- Église Nuestra Señora de la Asunción ;
- Musée taurin Emilio Casares Herrero (es).